# Gaspar (Sao Tomé-et-Principe)
Pour les articles homonymes, voir Gaspar.
Gaspar (ou Oquê Gaspar) est une localité de Sao Tomé-et-Principe située au nord-est de l'île de Principe. C'est une ancienne roça.

## Population
Lors du recensement de 2012, 160 habitants y ont été dénombrés.

## Roça
De type roça-terreiro – organisée autour d'un espace central –, c'est une ancienne dépendance de la roça Sundy.

Photographies et croquis réalisés en 2011 mettent en évidence la disposition des bâtiments, leurs dimensions et leur état à cette date.